# وحرة
الوَحرة يضم جنسًا من الخفاشيات يُطلق عليه عادةً الخفافيش ذات الوجه المشقوق في فصيلة الوحريات. توجد الوحرة في شرق ماليزيا وإندونيسيا وأجزاء كثيرة من إفريقيا.